# Partabgarh
1425–1949
Entités suivantes :
- Inde

Partabgarh (ou Pratapgarh) était un État princier des Indes, dirigé par des souverains qui portaient le titre de maharawat et qui subsista jusqu'en 1949, date à laquelle il fut intégré à l'État du Rajasthan.

## Liste des maharawats de Partabgarh de 1775 à 1949
- 1775-1844 Sawant-Singh (1767-1844)
- 1844-1864 Dalpat-Singh (1808-1864)
- 1864-1890 Udai-Singh (1848-1890)
- 1890-1929 Raghunath-Singh (1856-1929)
- 1929-1949 Ram-Singh II (1908-1949)
- 1949 Ambika-Pratap-Singh, né en 1940.